# دارنوژلی
دارنوژلی (به مجاری:  Darnózseli) یک شهرداری در مجارستان است که در ناحیه موشون‌مادیارووار واقع شده‌است. دارنوژلی ۱۹٫۶۱ کیلومتر مربع مساحت و ۱٬۵۹۵ نفر جمعیت دارد.